# Cortaderia nitida
Cortaderia nitida är en gräsart som först beskrevs av Carl Sigismund Kunth, och fick sitt nu gällande namn av Pilg.. Cortaderia nitida ingår i släktet Cortaderia, och familjen gräs. Inga underarter finns listade i Catalogue of Life.